# Kathy Burke
Katherine Lucy Bridget Burke (Hampstead, 13 de junio de 1964) es una actriz, comediante, dramaturga y directora teatral inglesa. Se hizo conocida por sus apariciones regulares en los shows French and Saunders (1988-99), Harry Enfield's Television Program (1990-92) y Harry Enfield and Chums (1994-98), y por su papel recurrente como Magda en la comedia de la BBC Absolutamente fabulosas (1992-96). Por su papel de Valerie en la película Nil by Mouth, ganó el premio a Mejor Actriz en el Festival de Cine de Cannes de 1997 y fue nominada para el Premio BAFTA como Mejor Actriz en un Papel Protagónico.
Burke hizo su debut cinematográfico en Scrubbers en 1983 e interpretó a María I de Inglaterra en la película de 1998 Elizabeth. Sus otras apariciones en el cine incluyen Dancing at Lughnasa (1998), This Year's Love (1999), Kevin & Perry Go Large (2000), The Martins (2001) y Anita and Me (2002). De 1999 a 2001, interpretó a Linda La Hughes en la comedia de la BBC Gimme Gimme Gimme, por la cual recibió dos de sus cinco nominaciones a los premios BAFTA. Después de haber pasado la mayor parte de la década de 2000 concentrándose en su trabajo como directora, regresó a los papeles cinematográficos en la década de 2010 con Tinker Tailor Soldier Spy (2011), Pan (2015) y Absolutely Fabulous: The Movie (2016).

## Curiosidades
- A principios de 2017, interpretó el papel de Ms. Grizzleniff (Sra. Gruñilda) en la serie School of Roars. La voz en español es para Cony Madera.

## Premios y distinciones
Festival Internacional de Cine de Cannes
| Año  | Categoría    | Película              | Resultado |
| ---- | ------------ | --------------------- | --------- |
| 1997 | Mejor Actriz | Los golpes de la vida | Ganador   |